# Luca Angeletti
Luca Angeletti (Roma, 24 giugno 1974) è un attore italiano.

## Biografia
Dopo essersi diplomato alla scuola di teatro "Il circo a vapore", ha seguito vari stage di approfondimento per la recitazione teatrale, cinematografica e per la danza.
Ha iniziato lavorando in radio e recitando in teatro.
È inoltre interprete, sceneggiatore e regista di cortometraggi, tra i quali Il primo giorno, premiato nel 2004 al Giffoni Film Festival.
Sul grande schermo ha fatto parte del cast di Promessa d'amore, di Una talpa al bioparco e di 13dici a tavola, tutti del 2004. Nel 2008 ha interpretato il ruolo di Enrico in Scusa ma ti chiamo amore di Federico Moccia.
In televisione ha recitato in varie fiction, sia della Rai che di Mediaset, da ricordare: La buona battaglia - Don Pietro Pappagallo, Nati ieri e Il capo dei capi dove interpreta la parte del killer Pino Greco. Tra il 2008 e il 2010 è nel cast della serie televisiva di Rai Uno, Tutti pazzi per amore, nel ruolo di Giulio. Nel 2009 ha recitato nella fiction Squadra antimafia - Palermo oggi nel ruolo di Vito Abate, uno dei fratelli di Rosy Abate.
Nel 2010 torna sul grande schermo interpretando Enrico in Scusa ma ti voglio sposare di Federico Moccia. Sempre nel 2010 appare nel video del singolo Domino del gruppo italiano The Bloody Beetroots. Nel 2014 partecipa al film Lucy con Scarlett Johansson interpretando uno dei corrieri che possiedono la droga.
È anche uno dei membri del gruppo folk romano Orchestraccia, che tra i vari componenti comprende anche personaggi noti come Edoardo Pesce, Edoardo Leo, Giorgio Caputo, Marco Conidi e Maurizio Filardo.
Inoltre ha avviato anche un'esperienza di insegnamento in corsi sperimentali di cinema, fotografia e teatro.

## Filmografia

### Cinema
- Eccomi qua, regia di Giacomo Ciarrapico (2003)
- 13dici a tavola, regia di Enrico Oldoini (2004)
- Una talpa al bioparco, regia di Fulvio Ottaviano (2004)
- Promessa d'amore, regia di Ugo Fabrizio Giordani (2004)
- Scusa ma ti chiamo amore, regia di Federico Moccia (2008)
- Sbirri, regia di Roberto Burchielli (2009)
- Holy Money, regia di Maxime Alexandre (2009)
- Scusa ma ti voglio sposare, regia di Federico Moccia (2010)
- Nessuno mi può giudicare, regia di Massimiliano Bruno (2011)
- Viva l'Italia, regia di Massimiliano Bruno (2012)
- Mia, regia di Fulvio Ottaviano (2012)
- Un matrimonio da favola, regia di Carlo Vanzina (2014)
- Bolgia totale, regia di Matteo Scifoni (2014)
- Lucy, regia di Luc Besson (2014)
- Mamma o papà?, regia di Riccardo Milani (2017)
- Beata ignoranza, regia di Massimiliano Bruno (2017)
- Come un gatto in tangenziale, regia di Riccardo Milani (2017)
- Finché giudice non ci separi, regia di Toni Fornari e Andrea Maia (2018)
- Come un gatto in tangenziale  - Ritorno a Coccia di morto, regia di Riccardo Milani (2021)
- Ritorno al presente, regia di Toni Fornari e Andrea Maia (2022)
- Da grandi, regia di Fausto Brizzi (2023)
- La guerra dei nonni, regia di Gianluca Ansanelli (2023)

### Televisione
- La omicidi, regia di Riccardo Milani - miniserie TV (2004)
- La buona battaglia - Don Pietro Pappagallo, regia di Gianfranco Albano - film TV (2006)
- Nati ieri, regia di Carmine Elia, Paolo Genovese e Luca Miniero - serie TV (2006-2007)
- Il capo dei capi, regia di Enzo Monteleone e Alexis Sweet - miniserie TV (2007)
- Taglia e cuci, regia di Gaia Gorrini - serie TV (2008)
- Tutti pazzi per amore, regia di Riccardo Milani e Laura Muscardin - serie TV (2008-2012)
- Squadra antimafia - Palermo oggi - serie TV, episodi 1x01-1x02-1x03 (2009)
- Fratelli detective, regia di Giulio Manfredonia - film TV (2009)
- Fratelli detective - serie TV (2010-2011)
- Un cane per due, regia di Giulio Base - film TV (2010)
- Che Dio ci aiuti 2, regia di Francesco Vicario - serie TV (2013)
- L'angelo di Sarajevo, regia di Enzo Monteleone - film TV (2015)
- Nero a metà, regia di Marco Pontecorvo - serie TV, episodi 1x01-1x02 (2018)
- Meraviglie - La penisola dei tesori [1] (2020)
- Rita Levi-Montalcini, regia di Alberto Negrin - film TV (2020)
- Questo è un uomo, regia di Marco Turco - docu-drama (2021)
- Tutta colpa di Freud, regia di Rolando Ravello - serie TV (2021)
- Alfredino - Una storia italiana, regia di Marco Pontecorvo - miniserie TV (2021)
- A muso duro - Campioni di vita, regia di Marco Pontecorvo – film TV (2022)
- Buongiorno, mamma! - seconda stagione, regia di Alexis Sweet e Laura Chiossone - serie TV, 6 episodi (2023)
- I leoni di Sicilia, regia di Paolo Genovese - serie TV, episodio 4 (2023)
- Gloria, regia di Fausto Brizzi - serie TV (2024)

### Cortometraggi
- Il primo giorno, scritto e diretto da Luca Angeletti (2002) - vincitore al FESTIVAL DI GIFFONI
- Il produttore, regia di Gabriele Mainetti (2004)
- Autodistruzione per principianti, regia di Ivan Silvestrini (2004)
- Lubrifica Nos Domine, regia di Ivan Silvestrini (2008)
- Andrá tutto bene, scritto e diretto da Luca Angeletti (2018) - vincitore al Roma Corto Film Fest